# Sonate K. 237
La sonate K. 237 (F.185/L.308) en ré majeur est une œuvre pour clavier du compositeur italien Domenico Scarlatti.

## Présentation
La sonate K. 237, en ré majeur, notée Allegro, forme une paire avec la sonate précédente, ouvrant le volume IV des manuscrits de Venise. Pestelli la qualifie de « décoloration d'hispanisme ».

## Manuscrits
Le manuscrit principal est le numéro 2 du volume IV (Ms. 9775) de Venise (1753), copié pour Maria Barbara ; l'autre est Parme VI 4 (Ms. A. G. 31411). Une copie figure à Cambridge (GB-Cfm), manuscrit Fitzwilliam, ms. 32 F 12 (no 9) copié en 1772 et une autre à Saragosse (E-Zac), source 2, ms. B-2 Ms. 31, fos 59v-61r, no 30 (1751–1752).

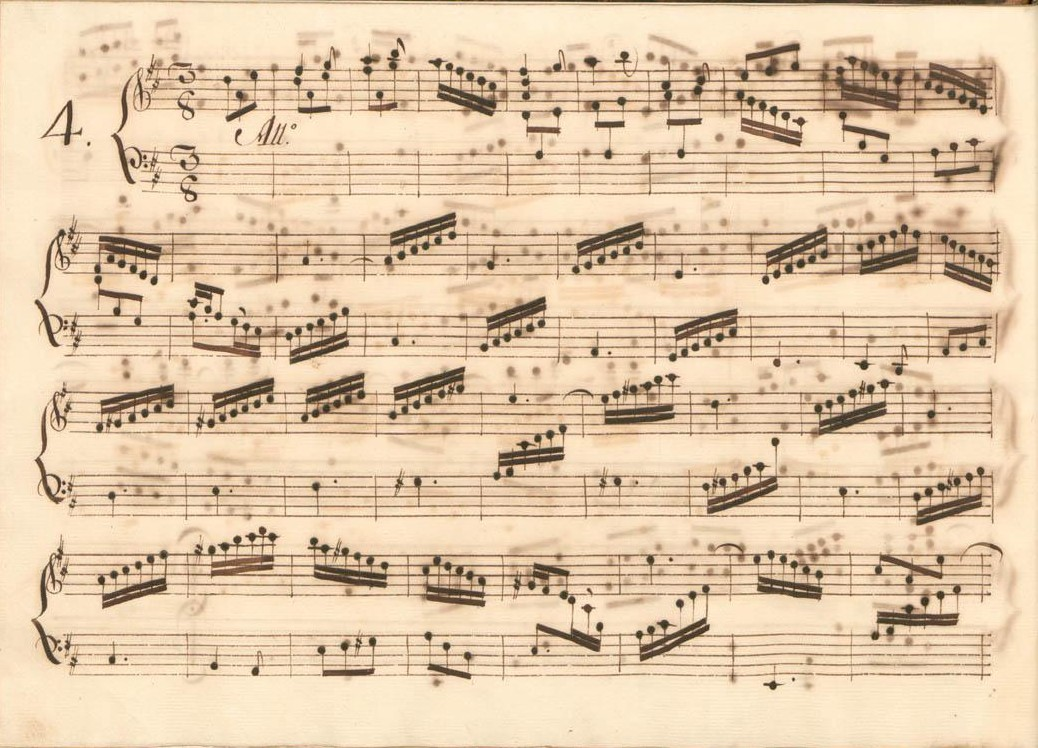
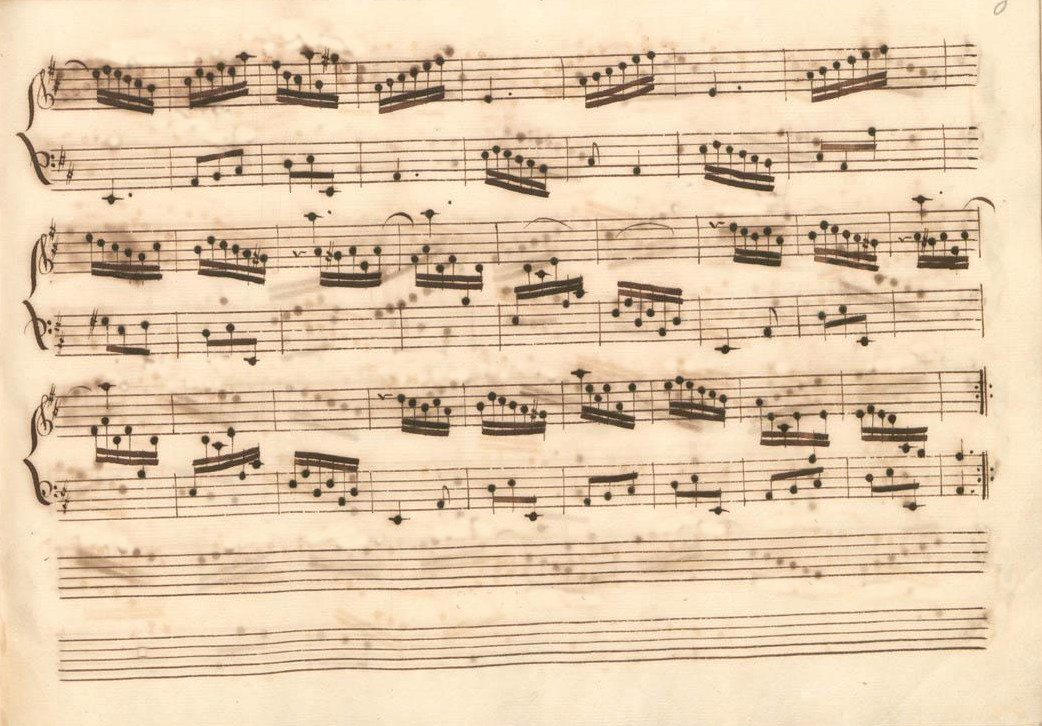
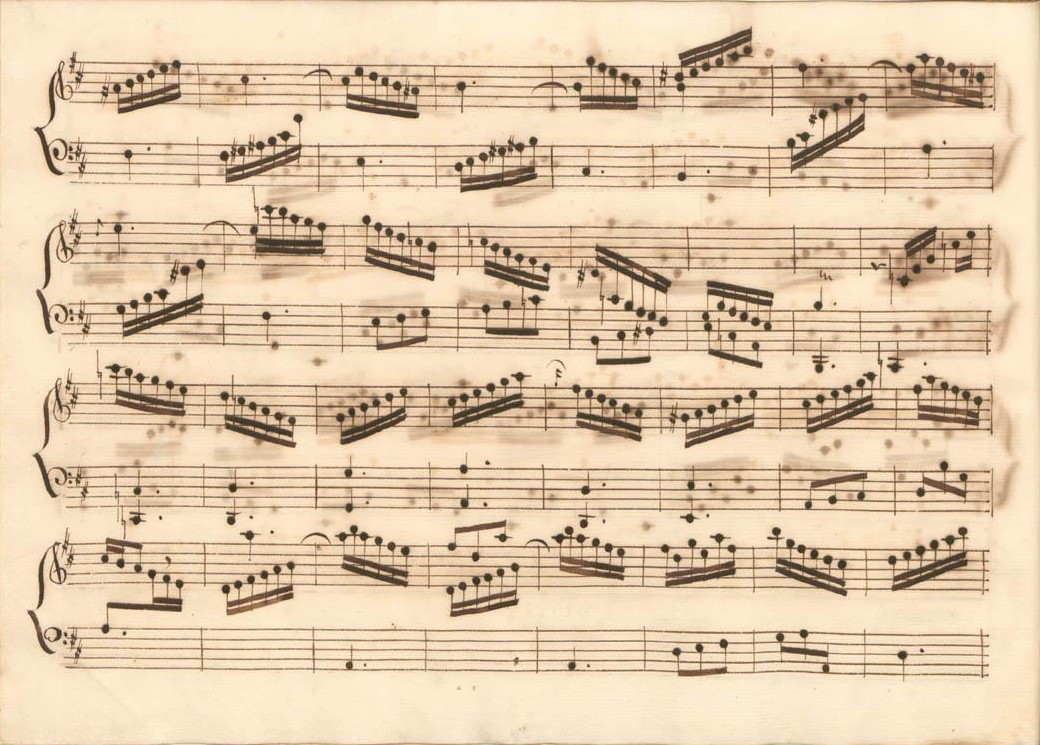
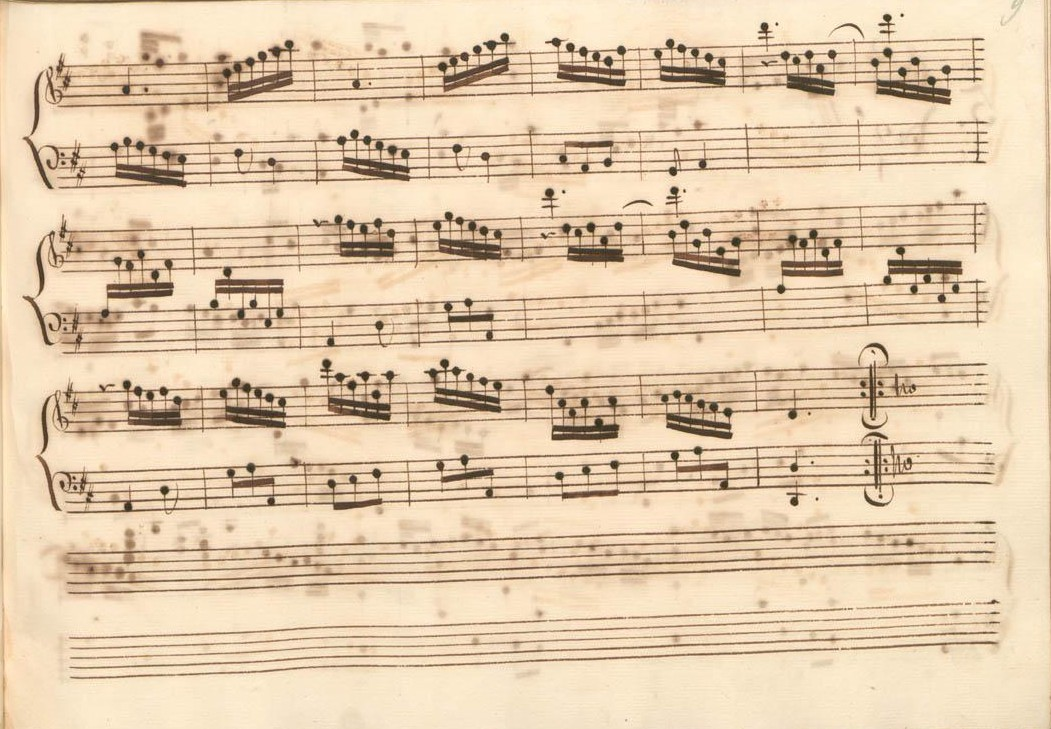

## Interprètes
La sonate K. 237 est défendue au piano, notamment par Carlo Grante (2012, Music & Arts, vol. 3) ; au clavecin, elle est jouée par Huguette Dreyfus (1978, Denon), Scott Ross (1985, Erato), Richard Lester (2002, Nimbus, vol. 2) et Pieter-Jan Belder (Brilliant Classics, vol. 6).

## Sources
: document utilisé comme source pour la rédaction de cet article.
- Ralph Kirkpatrick (trad. de l'anglais par Dennis Collins), Domenico Scarlatti, Paris, Lattès, coll. « Musique et Musiciens », 1982 (1re éd. 1953 (en)), 493 p. (ISBN 978-2-7096-0118-4, OCLC 954954205, BNF 34689181).
- (it) Giorgio Pestelli, Le sonate di Domenico Scarlatti : proposta di un ordinamento chronologica, Turin, Giappichelli, coll. « Archeologia e storia dell'arte » (no 2), 1967, iv-294 (OCLC 313316263, BNF 43197837)
- Alain de Chambure, « Domenico Scarlatti, Intégrale des sonates — Scott Ross », Erato/Éditions Costallat (2564-62092-2 (livret : 2292-45309-2)), 1985 (OCLC 891183737) .
- (es) Celestino Yáñez Navarro (thèse), Nuevas aportaciones para el estudio de las sonatas de Domenico Scarlatti. Los manuscritos del Archivo de Música de las Catedrales de Zaragoza, Université autonome de Barcelone, 2016 (lire en ligne)